# Linda Howard (Schriftstellerin)
Linda S. Howington (* 3. August 1950 in Alabama, USA), bekannt unter ihrem Pseudonym Linda Howard, ist eine Romance-Autorin.

## Leben
Linda S. Howington wurde am 3. August 1950 in Alabama, USA geboren. Im Alter von neun Jahren begann sie bereits mit dem Verfassen von eigenen Werken, bis zu ihrem 30. Lebensjahr schrieb sie jedoch nur zu ihrem privaten Vergnügen. Sie arbeitete bei einer Spedition, bei der sie auch ihren späteren Ehemann Gary F. Howington kennenlernte. Im Jahr 1980 versuchte sie, ihre Arbeit einer breiten Öffentlichkeit zugänglich zu machen. Ihr erstes Buch wurde 1982 im Silhouette-Verlag verlegt.
Bevor sie ihre Schriftsteller-Karriere begann, war sie eine begeisterte Leserin der Romane von Barbara Mitchell. Mit ihrem Mann Gary F. Howington lebt sie in Gadsden, Alabama und hat drei erwachsene Stief-Kinder.

## Romane

### Reihen
CIA John Medina
- 1999: Vor Jahr und Tag. Roman (= Goldmann Allgemeine Reihe; Band 35152). Goldmann, München. ISBN 3-442-35152-9. (Originaltitel Kill and Tell, 1998.)
- 2002: Gefährliche Begegnung. Roman (= Goldmann Allgemeine Reihe; Band 35731). Goldmann, München. ISBN 3-442-35731-4. (Originaltitel All the Queen’s Men, 1999.)
- 2005: Mörderische Küsse. Roman (= Blanvalet Allgemeine Reihe; Band 351068). Blanvalet, München. ISBN 3-442-35968-6. (Originaltitel Kiss Me While I Sleep, 2004.)

Blair Mallory
- 2005: Die Doppelgängerin. Roman (= Blanvalet Allgemeine Reihe; Band 36269). Blanvalet, München. ISBN 3-442-36269-5. (Originaltitel To Die For, 2004.)
- 2008: Mordgeflüster. Roman (= Blanvalet Allgemeine Reihe; Band 36970). Blanvalet, München. ISBN 978-3-442-36970-6. (Originaltitel Drop Dead Gorgeous, 2006.)

Mackenzie-Saga
Nicht alle der erschienenen ins Deutsche übersetzten elf Bände sind nachweisbar. Die chronologische Reihenfolge der Saga ist:
1. Das Land der Mackenzies
2. Unter dem Stern der Liebe
3. Das Geheimnis der Mackenzies
4. Lockruf der Zärtlichkeit
5. Die Ehre der Mackenzies
6. Die Fesseln des Herzens
7. Heißer Juli in Dallas
8. Der Traum der Mackenzies
9. Schatten der Vergangenheit
10. Das Spiel der Mackenzies
11. Das Echo der Sehnsucht

Erschienene Bände mit Nachweisen:
- 2007: Das Land der Mackenzies. Roman (= Mira Taschenbuch; Band 25260). Cora Verlag, Hamburg. ISBN 978-3-89941-426-4.
- 2008: Die Mackenzie-Saga. Drei Romane in einem Band. Weltbild Verlag, Augsburg. ISBN 978-3-89941-373-1.
- 2008: Das Geheimnis der Mackenzies. Roman (= Mira Taschenbuch; Band 25269). Cora Verlag, Hamburg. ISBN 978-3-89941-437-0.
- 2008: Der Traum & Das Spiel der Mackenzies (= Mira Taschenbuch; Band 25300). Cora Verlag, Hamburg. ISBN 978-3-89941-485-1.
- 2008: Die Ehre der Mackenzies. Roman (= Mira Taschenbuch; Band 25284). Cora Verlag, Hamburg. ISBN 978-3-89941-465-3.
- 2012: Die Mackenzie-Saga (= Mira Taschenbuch; Band 95032). Harlequin Enterprises, Hamburg. ISBN 978-3-86278-306-9.

Raintree-Saga
- 2008: Aus dem Feuer geboren. Roman (= Mira Taschenbuch; Band 25336). Cora Verlag, Hamburg. ISBN 978-3-89941-551-3. (2011 Neuausgabe als Mira Taschenbuch; Band 95023; mit anderem Cover und neuer ISBN 978-3-89941-850-7.)
- 2012: (Zusammen mit Linda Winstead Jones, Beverly Barton:) Die Raintree-Saga [enthält: Aus dem Feuer geboren, Dem Mond versprochen, Der Liebe geweiht] (= Mira Taschenbuch; Band 20037). Harlequin Enterprises, Hamburg. ISBN 978-3-86278-480-6.

### Einzelromane
- 1997: Süße Hölle. Roman (= Goldmann Allgemeine Reihe; Band 43625). Goldmann, München. ISBN 3-442-43625-7.
- 1998: Wie Tau auf meiner Haut. Roman (= Goldmann Allgemeine Reihe; Band 35036). Goldmann, München. ISBN 3-442-35036-0.
- 1998: Heißkalte Glut. Roman (= Goldmann Allgemeine Reihe; Band 43862).Goldmann, München. ISBN 3-442-43862-4.
- 1999: Dämmerung der Leidenschaft. Roman (= Goldmann Allgemeine Reihe; Band 35078). Goldmann, München. ISBN 3-442-35078-6.
- 2001: Mister Perfekt. Roman (= Goldmann Allgemeine Reihe; Band 35700). Goldmann, München. ISBN 3-442-35700-4.
- 2003: Ein tödlicher Verehrer. Roman (= Goldmann Allgemeine Reihe; Band 35916). Goldmann, München. ISBN 3-442-35916-3.
- 2003: Auch Engel mögen’s heiß. Roman (= Goldmann Allgemeine Reihe; Band 35778). Goldmann, München. ISBN 3-442-35778-0.
- 2004: Heiße Spur. Roman (= Blanvalet Allgemeine Reihe; Band 35967). Blanvalet, München. ISBN 3-442-35967-8.
- 2004: Ein gefährlicher Liebhaber. Roman (= Blanvalet Allgemeine Reihe; Band 36008). Blanvalet, München. ISBN 3-442-36008-0.
- 2005: Die Doppelgängerin. Roman (= Blanvalet Allgemeine Reihe; Band 36269). Blanvalet, München. ISBN 3-442-36269-5.
- 2006: Mitternachtsmorde. Roman (= Blanvalet Allgemeine Reihe; Band 35969). Blanvalet, München. ISBN 978-3-442-35969-1.
- 2007: Riskante Affären (= Mira Taschenbuch; Band 25233). Cora Verlag, Hamburg. ISBN 978-3-89941-350-2.
- 2008: Im Schutz der Nacht. Roman (= Blanvalet Allgemeine Reihe; Band 36851). Blanvalet, München. ISBN 978-3-442-36851-8.
- 2008: Mordgeflüster. Roman (= Blanvalet Allgemeine Reihe; Band 36970). Blanvalet, München. ISBN 978-3-442-36970-6.
- 2008: Danger. Gefahr. Roman (= Blanvalet Allgemeine Reihe; Band 37120). Blanvalet, München. ISBN 978-3-442-37120-4.
- 2009: Die Farbe der Lüge. Roman (= Mira Taschenbuch; Band 25374). Cora Verlag, Hamburg. ISBN 978-3-89941-607-7.
- 2009: Süße Rache. Roman (= Blanvalet Allgemeine Reihe; Band 37315). Blanvalet, München. ISBN 978-3-442-37315-4.
- 2009: Lauf des Lebens (= Mira Taschenbuch; Band 25357). Cora Verlag, Hamburg. ISBN 978-3-89941-576-6.
- 2010: Soweit der Wind uns trägt (= Mira Taschenbuch; Band 25482). Cora Verlag, Hamburg. ISBN 978-3-89941-788-3.
- 2010: Nachtkuss. Roman (= Blanvalet Allgemeine Reihe; Band 37603). Blanvalet, München. ISBN 978-3-442-37603-2.
- 2010: Eiskalte Liebe. Roman (= Mira Taschenbuch; Band 25453). Cora Verlag, Hamburg. ISBN 978-3-89941-740-1.
- 2010: Liebesnächte in Mexiko. Roman (= Weltbild Taschenbuch). Weltbild, Augsburg. ISBN 978-3-89941-896-5. (Siehe auch Mira Taschenbuch; Band 25020; 2002.)
- 2011: Gefangene des Feuers. Roman (= Mira Taschenbuch; Band 25527). Cora Verlag, Hamburg. ISBN 978-3-89941-860-6.
- 2011: Eiskaltes Feuer. Roman (= Mira Taschenbuch; Band 25554). Harlequin Enterprises, Hamburg. ISBN 978-3-89941-949-8.
- 2011: Eiskalte Verführung. Roman (= Blanvalet Allgemeine Reihe; Band 37663). Blanvalet, München. ISBN 978-3-442-37663-6.
- 2012: Am wilden Fluss. Roman (= Mira Taschenbuch; Band 25607). Harlequin Enterprises, Hamburg. ISBN 978-3-86278-341-0.
- 2012: Abenteuer Liebe (= Weltbild Sammler Edition). Weltbild, Augsburg. (Ohne ISBN; siehe auch Mira Taschenbuch; Band 25020; 2002.)
- 2013: Tödliche Verlockung. Roman (= Mira Taschenbuch; Band 25698). Harlequin Enterprises, Hamburg. ISBN 978-3-86278-826-2.
- 2013: Lauf, so schnell du kannst. Roman. LYX Egmont, Köln. ISBN 978-3-8025-9227-0.
- 2013: (Zusammen mit Jay Ann Krentz, Linda Winstead Jones, Debra Webb:) Im Sog der Lügen [darin von Howard: Lass mich deine Küsse spüren, 2016 als E-Book veröffentlicht; auch enthalten in: Julia Festival Bestseller; Band 65] (= Mira Taschenbuch; Band 20043). Harlequin Enterprises, Hamburg. ISBN 978-3-86278-757-9.
- 2013: Gegen alle Gefahr (= Mira Taschenbuch; Band 95045). Harlequin Enterprises, Hamburg. ISBN 978-3-86278-737-1.
- 2013: Feuer der Nacht. Roman (= Blanvalet Allgemeine Reihe; Band 37677). Blanvalet, München. ISBN 978-3-442-37677-3.
- 2014: Shadow Woman. Traue nie dir selbst. Roman. LYX Egmont, Köln. ISBN 978-3-8025-9228-7.
- 2014: (Zusammen mit Emilie Richards, Carol Grace, Julie Cohen:) Erben der Sehnsucht [darin von Howard: Gegen alle Regeln] (= Mira Taschenbuch; Band 20048). Harlequin Enterprises, Hamburg. ISBN 978-3-95649-008-8.
- 2014: (Zusammen mit Julie Cohen, Kimberly Raye, Jennifer Greene:) Wenn der Morgen anbricht. Vier Romane [darin von Howard: Eiskalte Liebe, 2010 einzeln veröffentlicht] (= Mira Taschenbuch; Band 20046). Harlequin Enterprises, Hamburg. ISBN 978-3-86278-860-6.
- 2014: (Zusammen mit Linda Jones:) Dir bleibt nur Angst. Roman (= Weltbild Premiere). Weltbild, Augsburg. ISBN 978-3-95569-051-9.
- 2017: In den Armen der Gefahr. Roman (= Mira Taschenbuch; Band 20046). HarperCollins Germany GmbH, Hamburg. ISBN 978-3-95649-642-4.
- 2018: (Zusammen mit Linda Jones:) Das Verlangen des Jägers. Roman. mtb/Mira Taschenbuch Verlag, Hamburg. ISBN 978-3-95649-807-7.
- 2018: Das Flüstern der Gefahr. Roman. mtb/Mira Taschenbuch Verlag, Hamburg. ISBN 978-3-95649-743-8.

### Sammelbände
- 1987: Zweimal Himmel und zurück. Die Farbe der Lüge. Cora Verlag, Hamburg. (ISBN nicht ermittelbar; Genehmigte Sonderausgabe bei Weltbild, 2010, ISBN 3-89941-905-7.)
- 2002: Abenteuer Liebe. Liebesnächte in Mexiko. Gegen alle Regeln (=Mira Taschenbuch; Band 25020). Cora Verlag, Hamburg. ISBN 3-89941-020-3.
- 2004: (Zusammen mit Nora Roberts:) Alles Liebe zum Muttertag. Bist du verliebt, Mami? Endlich zu Haus. Zwei romantische Liebesromane. Cora Verlag, Hamburg. (ISBN nicht ermittelbar.)
- 2007: Lass mich deine Küsse spüren. Nacht der Versöhnung. Funkelt wie ein Diamant (= Julia Festival Bestseller; Band 65). Cora Verlag, Hamburg.
- 2007: Riskante Affären. Das einsame Strandhaus. Zweimal Himmel und zurück (= Mira Taschenbuch; Band 25233). Cora Verlag, Hamburg. ISBN 978-3-89941-350-2.
- 2009: Mondscheinmorde. Drei Kurzromane in einem Band (= Blanvalet Avenue ; Band 37114). Blanvalet, München. ISBN 978-3-442-37114-3.
- 2009: Winterherzen. 3 Romane in einem Band: Sarah’s Geschichte. Für morgen, für immer. Dezembervogel (= Mira Taschenbuch; Band 20001). Cora Verlag, Hamburg. ISBN 978-3-89941-657-2.
- 2010: Tödliche Verehrer. Mitternachtsmorde. Zwei Romane in einem Band (= Blanvalet Allgemeine Reihe ; Band 37600). Blanvalet, München. ISBN 978-3-442-37600-1.
- 2010: Sommergeheimnisse. 4 Romane in einem Band: Verbotenes Feuer. Die Frau im Verborgenen. Führe mich in Versuchung. Kurzschluss! (= Mira Taschenbuch; Band 20013). Cora Verlag, Hamburg. ISBN 978-3-89941-756-2.
- 2010: Mitten in sein Herz. Soweit der Wind uns trägt (= Mira Taschenbuch; Band 25482). Cora Verlag, Hamburg. ISBN 978-3-89941-788-3.
- 2013: Gegen alle Gefahr (= Mira Taschenbuch, Band 95045). Harlequin Enterprises, Hamburg. ISBN 978-3-86278-737-1. (Sammelband, enthält Liebesnächte in Mexiko, Das einsame Strandhaus, Zweimal Himmel und zurück, Die Farbe der Lüge.)